# Amin Maalouf
Amin Maalouf (arabisk: أمين معلوف) (født 25. februar 1949 i Beirut) er en libanesisk forfatter, der skriver på fransk. Hans værker er præget af hans oplevelser med borgerkrig og migration. Det centrale tema i hans forfatterskab er mødet mellem religioner og kulturer, ligesom han behandler mange historiske temaer.
Maalouf er uddannet i sociologi og økonomi fra det franske universitet i Beirut og arbejdede som direktør for avisen an-Nahar i Beirut frem til udbruddet af den libanesiske borgerkrig i 1975, hvor han flygtede til Paris. Han fungerede desuden som udenrigskorrespondent for medier i over 60 lande. Sit forfattergennembrud fik han i 1983 med Les croisades vues par les Arabes (dansk: Korstogene som araberne ser dem, 1997), der blev oversat til over 20 sprog. Siden har han udgivet fem romaner. 
Han har fået flere anerkendelser for sine værker, bl.a. Goncourtprisen i 1993 for romanen Le Rocher de Tanios (dansk: Tanios' klippe, 1994) og i Fyrsten af Asturiens pris i litteratur 2010.